# Soleil Zeuhl
Soleil Zeuhl ist ein französisches Independent-Label aus Paris, das sich auf Wieder- und Neuveröffentlichungen von Zeuhl-Alben spezialisiert hat.

## Geschichte
Soleil Zeuhl ist der geistige Nachfolger des Mitte der 1970er Jahre entstandenen, aber sehr kurzlebigen Utopia-Labels, das Bands in der Tradition Magmas eine Plattform bieten wollte. Alain Lebon gründete Soleil Zeuhl als Verein, also als Non-Profit-Organisation. Die erste Veröffentlichung war im Dezember 1998 das als Rarität geltende, selbstbetitelte Debütalbum von Archaïa aus dem Jahr 1977. Später folgten neben Wiederveröffentlichungen gesuchter Genre-Klassiker auch Neuveröffentlichungen. Mit Soleil de Gaïa, Soleil Groove und Soleil Mutant existieren drei Sublabels, über die Alben erscheinen, die eher dem Psychedelic Rock, Jazz-Rock bzw. Rock in Opposition zuzurechnen sind.

## Bands
Alben folgender Bands und Musiker erscheinen über das Label:
- Amygdala
- Archaïa
- The Archestra
- BBI
- Corima
- Dün
- Eider Stellaire
- Eskaton
- Mix City
- Murder in the Cathedral
- Neom
- Noa
- Olive Mess
- One Shot
- Pienza Ethnorkestra
- Potemkine
- Rialzu
- Scherzoo
- Setna
- Shub-Niggurath
- La STPO
- Strave
- Thollophonie
- François Thollot
- Unit Wail
- Xing Sa